# Duinwijk (Haarlem)
Duinwijk is een wijk in de stad Haarlem.
De wijk is gelegen aan de uiterste westkant van de stad. Hij grenst grotendeels aan Aerdenhout en Overveen en is grotendeels gelegen ten westen van de Westelijke Randweg (N205), alleen de Bloemenbuurt bevindt zich aan de oostkant van de ringweg. Er wonen 5.735 mensen in Duinwijk. De wijk kenmerkt zich door hogere inkomens en huizenprijzen, en verschillende tuinderijen zorgen voor een groen karakter.
Er bevinden zich twee grotere onderwijsinstellingen in de wijk: het Nova College (mbo) en een vestiging van Hogeschool Inholland (hbo).

## Buurten in Duinwijk
- Bloemenbuurt
- Oosterduin
- Ramplaankwartier
- Tuinbouwgebied-noord
- Tuinbouwgebied-zuid
- Veldzigt